# スタンリー・フッカー
スタンリー・ジョージ・フッカー（Stanley George Hooker、1907年9月30日 - 1984年5月24日）は、イギリスの航空技術者。

## 来歴
1907年にSheernessで生まれ、インペリアル・カレッジ・ロンドンで数学や流体力学を学んだ。卒業後は1935年にオックスフォード大学で博士号を取得した。
第二次世界大戦中にはロールス・ロイス マーリンの過給機の開発において頭角を現した。
高バイパス比のターボファンエンジンであるRB211の開発時にファンブレードに複合材を使用したためにバードストライクの試験に合格せず、開発をやり直そうとしてロールスロイス社が1971年に倒産した時には既に引退していたが呼び戻され、同様に他の呼び戻された技術者達と共に完成した。フォークランド紛争ではペガサスエンジンを備えたハリアー戦闘機が航空優勢の確保に貢献した。

## 著作
- Hooker, Stanley George. "On the action of viscosity in increasing the spacing ratio of a vortex street." Proc. R. Soc. Lond. A 154.881 (1936): 67-89.
- Binnie, Alfred Maurice, and Stanley George Hooker. "The flow under gravity of an incompressible and inviscid fluid through a constriction in a horizontal channel." Proc. R. Soc. Lond. A 159.899 (1937): 592-608.
- Bradfield, K. N. E., Stanley George Hooker, and Richard Vynne Southwell. "Conformal transformation with the aid of an electrical tank." Proc. R. Soc. Lond. A 159.898 (1937): 315-346.

## 特許
- アメリカ合衆国特許第 2,629,982号
- アメリカ合衆国特許第 2,642,237号
- アメリカ合衆国特許第 2,791,090号
- アメリカ合衆国特許第 2,912,822号
- アメリカ合衆国特許第 2,928,650号